# Ouéro
Ouéro är en ort i Burkina Faso.   Den ligger i regionen Centre-Ouest, i den centrala delen av landet, 100 km väster om huvudstaden Ouagadougou. Ouéro ligger 320 meter över havet och antalet invånare är 3 519.
Terrängen runt Ouéro är huvudsakligen platt. Ouéro ligger uppe på en höjd. Närmaste större samhälle är Godé, 10,7 km sydost om Ouéro.
Omgivningarna runt Ouéro är en mosaik av jordbruksmark och naturlig växtlighet. Runt Ouéro är det ganska tätbefolkat, med 54 invånare per kvadratkilometer.